# Evil Dead II
Evil Dead II hay còn gọi là Ma Cây phần 2 là một bộ phim kinh dị được sản xuất năm 1987. Phim là phần thứ 2 tiếp theo trong chuỗi phim Ma Cây, phần 1 sản xuất năm 1981, phim của đạo diễn Sam Raimi, kịch bản bởi Raimi và Scott Spiegel, sản xuất bởi Rob Tapert và có sự tham gia của diễn viên Bruce Campbell vai Ash Williams.

## Nội dung
Bộ phim xoay quanh Ash cùng bạn gái Linda đến nghỉ mát tại ngôi nhà gỗ trong một khu rừng. Ash mở lại cuốn băng của vị giáo sư lịch sử, chủ nhân quá cố của ngôi nhà. Đó chính là câu thần chú bên trong Quyển sách của người chết (chứa đựng những nghi thức an táng kỳ quái của người Sumer cổ) giải thoát cho các thế lực quỷ dữ trong rừng. Chúng biến Linda trở thành ma. Khi ấy, Annie, con gái của giáo sư trở về cùng bạn trai và những người dẫn đường. Họ và Ash phải chiến đấu để có thể sống sót. Khi Annie đọc câu thần chú để tống khứ ác quỷ, Ash vô tình bị cuốn trở về quá khứ.